# Campo Pio XI
Campo Pio XI là một sân vận động bóng đá ở Roma, Ý. Sân hiện đang tổ chức tất cả các hoạt động bóng đá của Thành Vatican, bao gồm Giải bóng đá vô địch quốc gia Thành Vatican, Giải bóng đá Giáo sĩ và các trận đấu của đội tuyển bóng đá quốc gia Thành Vatican. Đây cũng là sân nhà của Petriana Calcio, một câu lạc bộ đa môn thể thao trẻ nghiệp dư.

## Các trận đấu quốc tế
Sau khi chơi ba trận đấu quốc tế đầu tiên tại Sân vận động Pio XII, đội tuyển bóng đá quốc gia Thành Vatican đã có trận đấu đầu tiên tại Campo Pio XI vào ngày 10 tháng 5 năm 2014.

### Danh sách các trận đấu
| 10 tháng 5 năm 2014 | Vatican | 0–2    | Monaco | {{{sân vận động}}} |
|                     |         | Report |        |                    |

| 29 tháng 4 năm 2017 | Vatican | 0–0    | Monaco | {{{sân vận động}}} |
|                     |         | Report |        |                    |

| 23 tháng 3 năm 2019 | Vatican | 2–2    | Raetia         | {{{sân vận động}}} |  |
|                     |         | Report | Mirco Oswald , |                    |  |